# Misecznica jaśniejsza
Misecznica jaśniejsza (Lecanora chlarotera Nyl.) – gatunek grzybów z rodziny misecznicowatych (Lecanoraceae). Ze względu na symbiozę z glonami zaliczany jest do porostów. 

## Systematyka i nazewnictwo
Pozycja w klasyfikacji według Index Fungorum: Lecanora, Lecanoraceae, Lecanorales, Lecanoromycetidae, Lecanoromycetes, Pezizomycotina, Ascomycota, Fungi.
Niektóre synonimy nazwy naukowej:

- Lecanora chlarona (Ach.) Nyl. 1872
- Lecanora crassula H. Magn. 1932
- Lecanora distincta var. chlarona Ach. 1810
- Lecanora rugosa Nyl. 1872
- Lecanora subfusca var. chlarona (Ach.) Ach. 1814

Nazwa polska według opracowania W. Fałtynowicza.

## Charakterystyka
Plecha skorupiasta z glonami protokokkoidalnym, zazwyczaj dość gruba, rzadziej cienka. Ma barwę jasnoszarą lub białawą, powierzchnię gruboziarnistą, brodawkowaną lub gładką. Może być ciągła, lub popękana i często występują na niej urwistki. Kora bezbarwna o grubości 20–25 μm, hymenium bezbarwne, o grubości 15–20 μm, epihymenium o barwie czerwonobrązowej lub pomarańczowobrązowej. Reakcje barwne: K + żółty, C-, KC-, P-lub P + żółty lub blado pomarańczowy do czerwonego.
W plesze występują dość licznie apotecja lekanorowe. Mogą być skupione w środku, lub rozproszone. Mają średnicę do 2,5 mm, koliste lub tępo kanciaste kształty i płaskie lub nieco wypukłe tarczki o barwie jasnobrunatnej, czasami ciemnobrunatnej. Zazwyczaj są gładkie, czasami tylko przyprószone. Brzeżek plechowy jest gładki lub nieco karbowany. Wewnątrz owocników występują duże, bezbarwne kryształki rozpuszczalne w KOH. Powstające w apotecjach askospory są jednokomórkowe, bezbarwne, elipsoidalne, proste i mają rozmiar (9,5–) 13,5–15 (–15,5) × (5,5) 6–7 (–7,5) um, a ich ściana ma grubość poniżej 1 um. Ponadto w plesze znajdują się zanurzone w niej pyknidy.
Kwasy porostowe: atranorin, chloroatranorin, gangaleoidin, kwas norgangaleoidynowy.

## Występowanie i siedlisko
Występuje na wszystkich kontynentach z wyjątkiem  Antarktydy i Australii. W Polsce gatunek pospolity na terenie całego kraju.
Rośnie na korze drzew w miejscach świetlistych, głównie na drzewach przydrożnych i rosnących pojedynczo, rzadko w lasach.

## Gatunki podobne
Na korze drzew występuje kilka podobnych gatunków misecznic:
- misecznica kasztanowata (Lecanora argentata). Ma mniejsze apotecja, jednak morfologicznie jest tak podobna, że pewne rozróżnienie tych gatunków możliwe jest tylko badaniem mikroskopowym i chemicznym. M. kasztanowata posiada w rdzeniu plechy duże kryształy nierozpuszczalne w KOH.
- misecznica grabowa (Lecanora carpinea). Jest pospolita. Odróżnia się silnie przyprószonymi owocnikami.

## Galeria

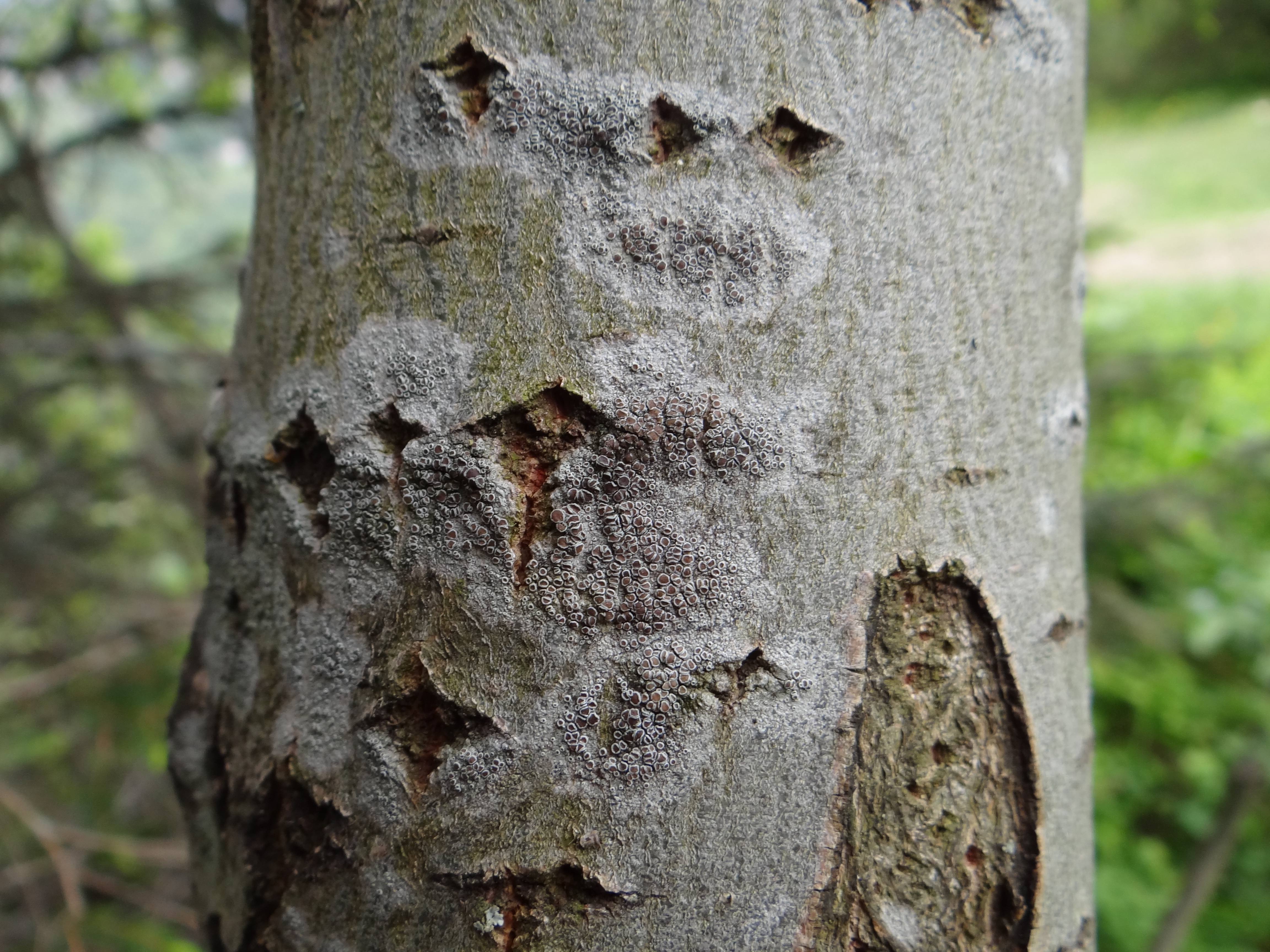
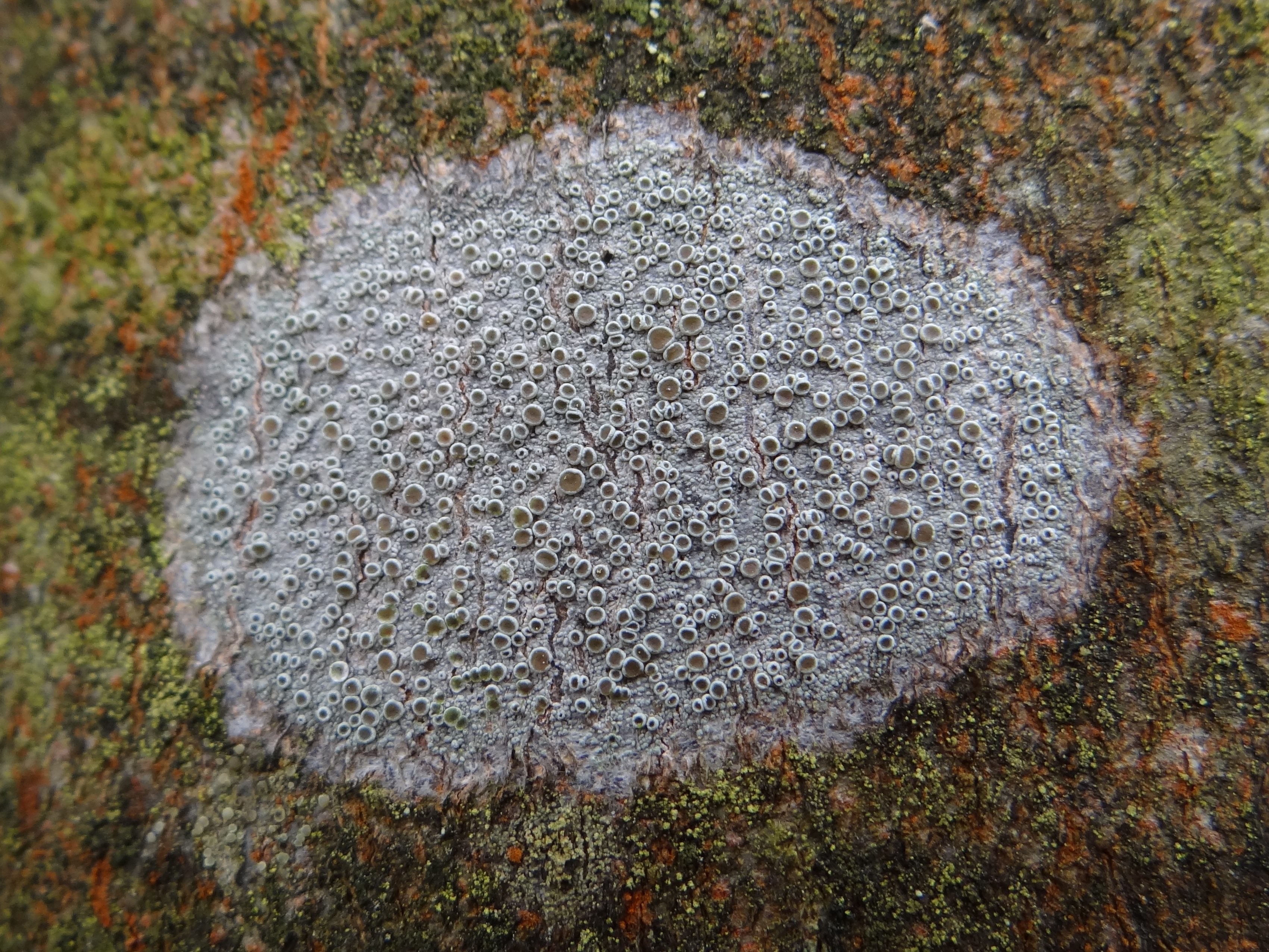
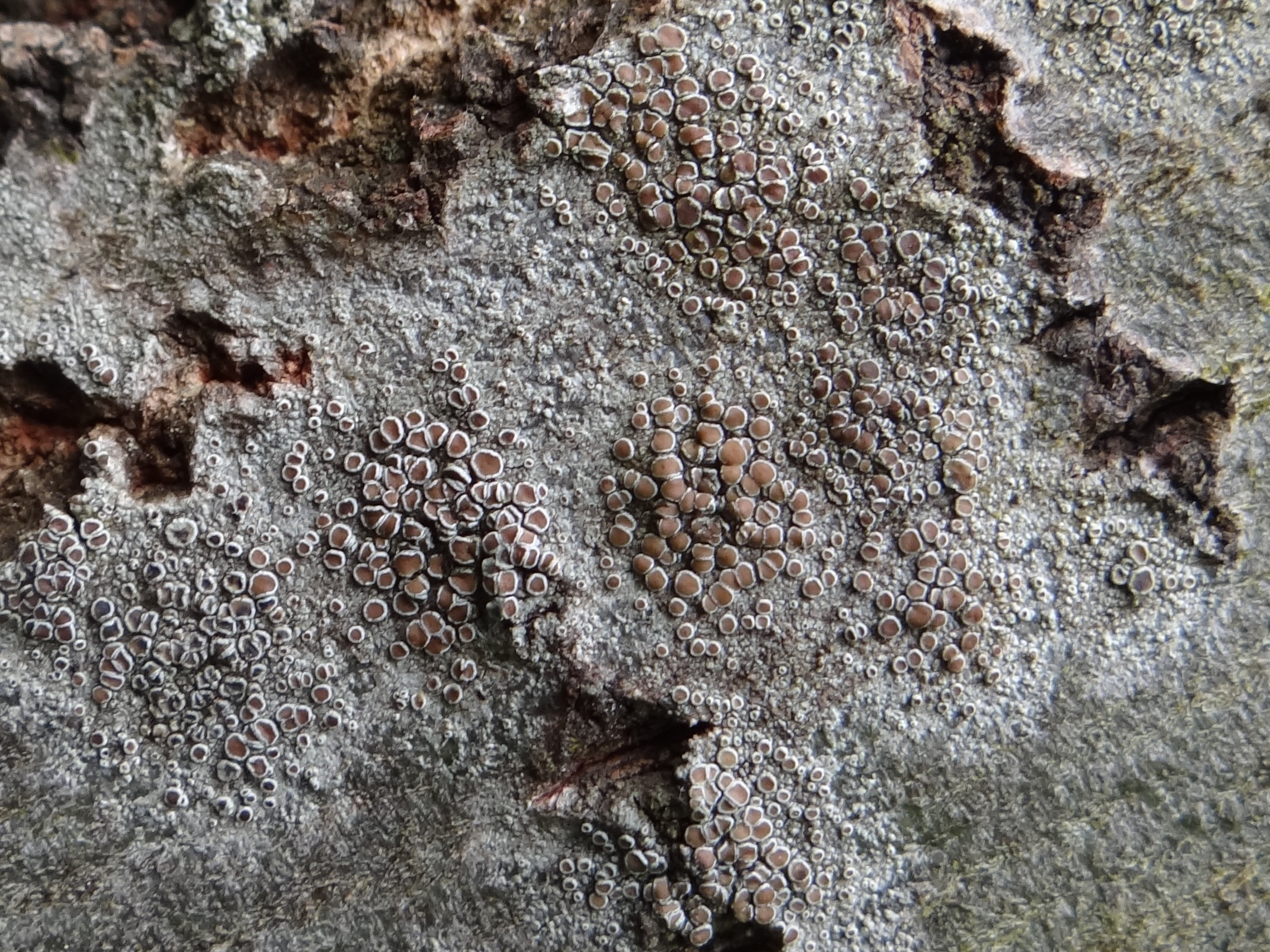
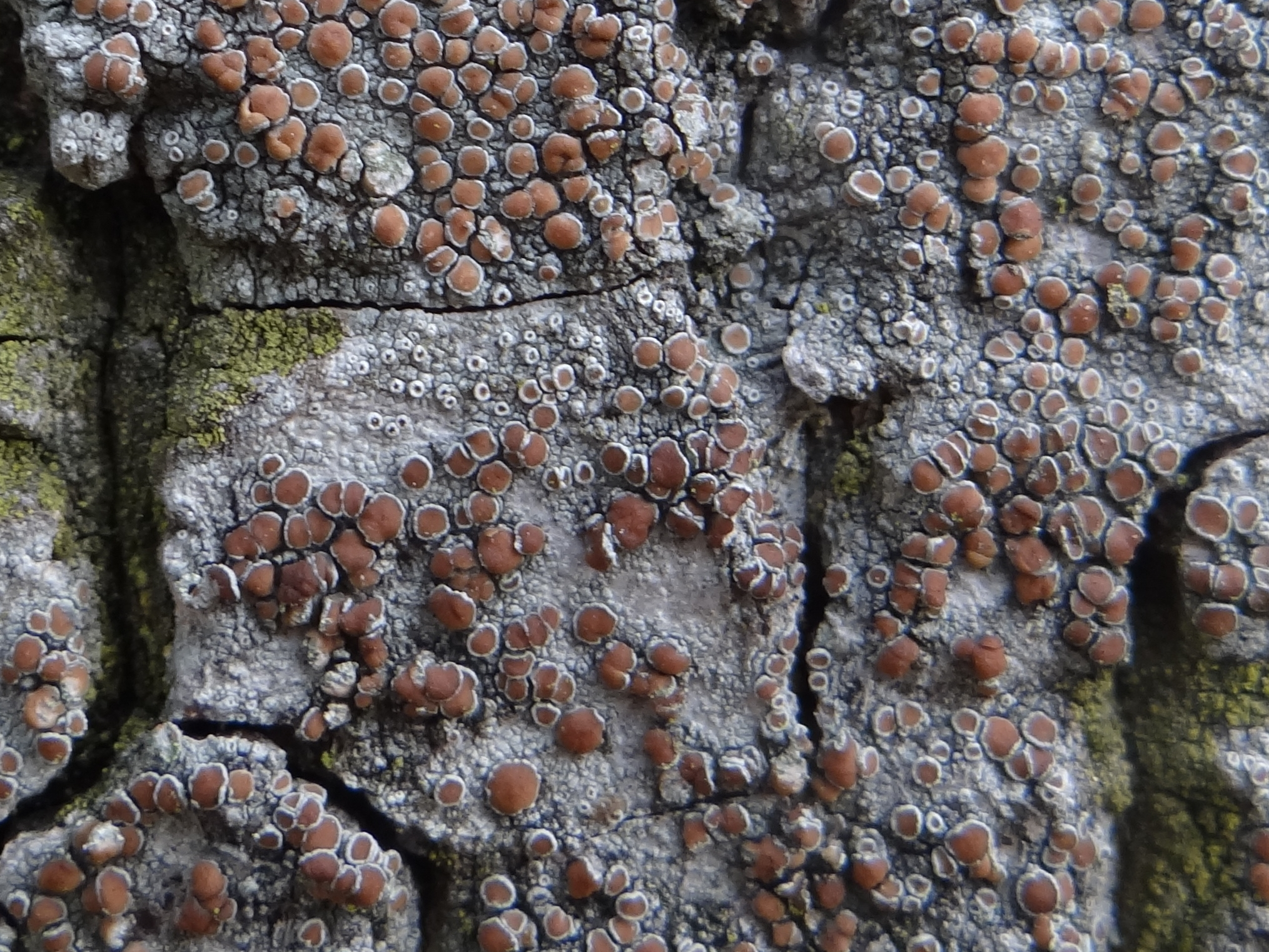